# Islas San Matías
Las islas San Matías (también conocidas como islas Mussau) son un pequeño grupo de islas al norte del archipiélago Bismarck, que forma parte de Papúa Nueva Guinea. Se integran en la Provincia de Nueva Irlanda. 
Se compone de 9 islas y algunos islotes menores. La mayor de ellas es la que está más al norte, San Matías o Mussau. Agrupadas al sur de Mussau se encuentran Eloaua, Emananus, Boliu, Emussau, Ebanalu, Ekaleu. Emirau queda más al sureste, la segunda isla mayor del grupo. Estas islas han sido designadas Área importante para las aves por Birdlife International.